# قیمت
قیمت یا بها میزان پرداخت یا جبرانی است که توسط یک شخص به دیگری به‌ازای کالا یا خدمات داده می‌شود.
در اقتصاد نوین، قیمت‌ها معمولاً در غالب واحدهای یکای پولی بیان می‌شوند (قیمت‌های کالاها، به صورت یکای پولی در واحد وزن آن کالا بیان می‌شوند، مثلاً یورو به ازای هر کیلوگرم). هرچند قیمت‌ها را می‌توان به عنوان کمیت‌هایی از دیگر کالاها یا خدمات در نظر گرفت، اما این نوع معاملهٔ پایاپای به ندرت دیده شده‌است. گاهی قیمت‌ها در غالب کوپن‌هایی مثل تمبرهای تجاری مظنه می‌شوند. در برخی شرایط، از سیگار به عنوان ارز استفاده می‌شود، مثلاً در زندان‌ها، در دوران ابرتورم، و در برخی مکان‌ها در طول جنگ جهانی دوم. در اقتصاد سیاه نیز تهاتر نسبتاً رایج است.
عنصر تعیین قیمت به عنوان یکی از جنبه‌های اساسی در محیط‌های تجاری و بازاریابی، نقش مهمی در تعیین موفقیت یک کسب و کار دارد. در این موارد، تعیین قیمت به عنوان عاملی است که نه تنها درآمد شرکت را تحت تأثیر قرار می‌دهد، بلکه بر تصمیم‌گیری مشتریان نیز تأثیر می‌گذارد.
روش‌های نوین مانند تعیین قیمت دینامیک و تطبیق قیمت با شرایط بازار به مدیران اجازه می‌دهد تا با تغییرات پویا در بازار، بهترین تعیین قیمت را انجام دهند. همچنین، ارتباط مستقیم با مشتریان و جمع‌آوری بازخورد از طریق ابزارهای مختلف، اطلاعات ارزشمندی ارائه می‌دهد تا قیمت‌ها با توجه به نیازها و انتظارات مشتریان تنظیم شوند.